# Jerzy Chrystian Arnold

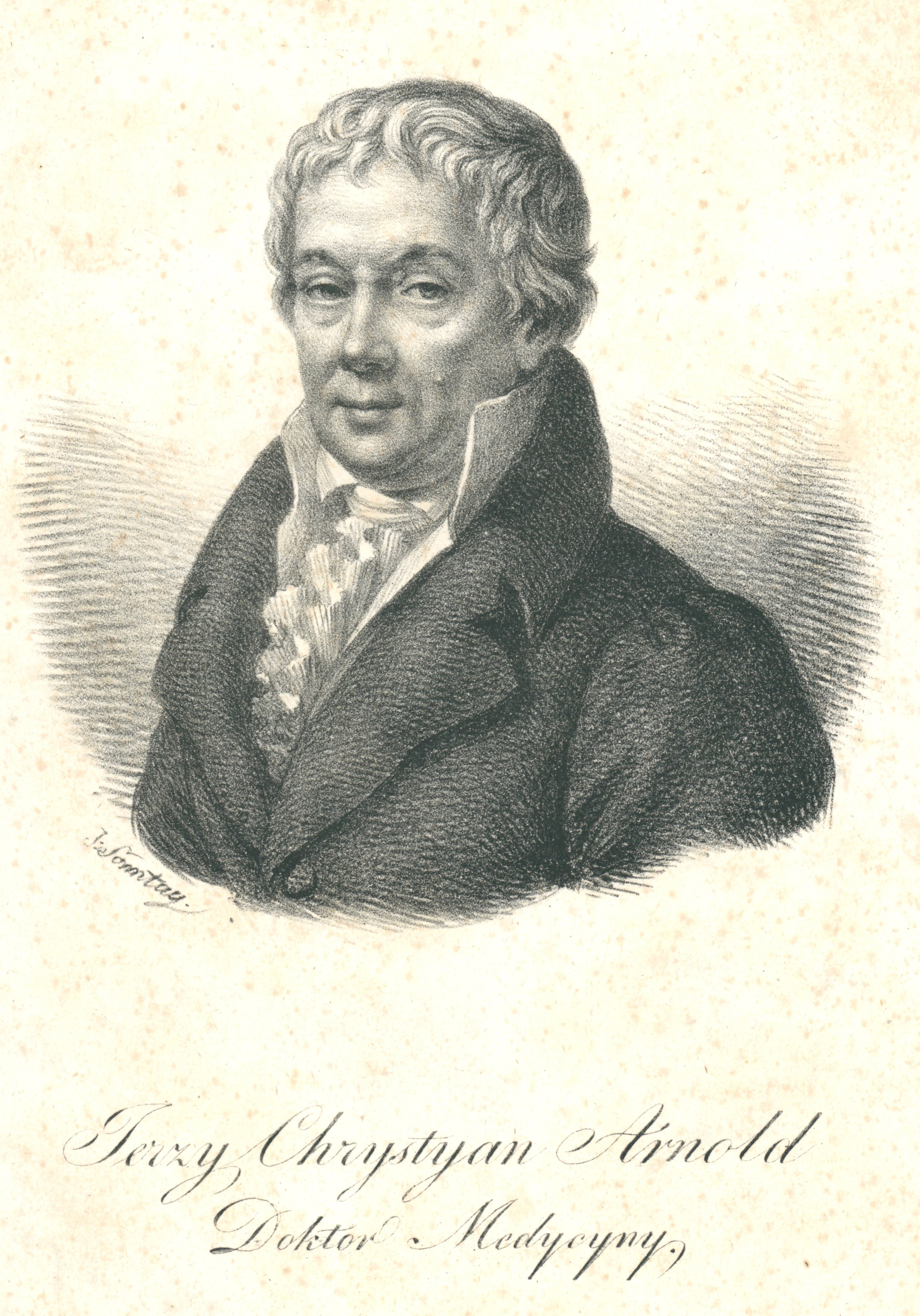
Jerzy Chrystian Arnold

Jerzy Chrystian Arnold (auch Georg Christian Arnold, * 1. Februar 1747 in Leszno; † 19. November 1827 in Warschau) war ein polnischer Mediziner.

## Leben
Jerzy Chrystian Arnold studierte an der Universität Leipzig Medizin und wurde 1768 mit seiner Dissertation De motu fluidi nervei per fibras medullares nervorum promoviert. Er wirkte später als Arzt und Geburtshelfer in Warschau und wurde Hofrat des Königs von Polen.
Am 9. September 1774 wurde er als Georg Christian Arnold mit dem akademischen Beinamen Nileus III. unter der Matrikel-Nr. 799 als Mitglied in die Leopoldina aufgenommen. Am 26. Juli 1827 erhielt er als bis heute einziges Leopoldina-Mitglied unter einer eigenen Matrikel-Nr. (Matrikel-Nr. 1315) das Jubiläumsdiplom seiner 50-jährigen Mitgliedschaft.
Jerzy Chrystian Arnold wurde nach seinem Tod im Jahr 1827 in Warschau auf dem Evangelisch-Augsburgischen Friedhof beigesetzt.

## Schriften (Auswahl)
- De motu fluidi nervei per fibras medullares nervorum. Leipzig 1768 (Digitalisat)
- D. George Christian Arnold, der Arznei und Hebammenkunst Praktikus, der römisch-kaiserlichen Akademie der Naturforscher Mitglied, Gedanken von der Zuläßigkeit der Meinung: Die Mutter wirke in die Bildung ihrer Frucht durch die Einbildung. Nebst einigen dahin gehörigen Beobachtungen. Erster Versuch. Hilscher, Leipzig 1775 (Digitalisat)
- D. George Christian Arnold, der Arznei und Hebammenkunst Praktikus, der römisch-kaiserlichen Akademie der Naturforscher Mitglied, Gedanken von der Zuläßigkeit der Meinung: Die Mutter wirke in die Bildung ihrer Frucht durch die Einbildung. Nebst einigen dahin gehörigen Beobachtungen. Zweiter Versuch. Hilscher, Leipzig 1775 (Digitalisat)